# Тест Харке — Бера
Тест Ха́рке—Бе́ра (англ. Jarque-Bera test) — это статистический тест, проверяющий ошибки наблюдений на нормальность посредством сверки их третьего момента (асимметрия) и четвёртого момента (эксцесс) с моментами нормального распределения, у которого {\displaystyle S=0}, {\displaystyle K=3}.
В тесте Харке—Бера проверяется нулевая гипотеза {\displaystyle {\mathcal {H}}_{0}\colon S=0,\ K=3} против гипотезы {\displaystyle {\mathcal {H}}_{1}\colon S\neq 0,\ K\neq 3}, где {\displaystyle S} — коэффициент асимметрии (Skewness), {\displaystyle K} — коэффициент эксцесса (Kurtosis)

## Формулировка
Тест выглядит следующим образом:
{\displaystyle JB=n\left({\frac {S^{2}}{6}}+{\frac {(K-3)^{2}}{24}}\right)}, где {\displaystyle S={\frac {\sum e_{i}^{3}}{n{\hat {\sigma }}_{ML}^{3}}}}, {\displaystyle K={\frac {\sum e_{i}^{4}}{n{\hat {\sigma }}_{ML}^{4}}}}, {\displaystyle e_{i}} — остатки модели, {\displaystyle n} — количество наблюдений, {\displaystyle {\hat {\sigma }}_{ML}^{2}={\frac {\sum e_{i}^{2}}{n}}}, ML — обозначение метода максимального правдоподобия (Maximal Likelihood). Данная статистика имеет распределение хи-квадрат с двумя степенями свободы ({\displaystyle \chi _{2}^{2}}), поскольку коэффициенты {\displaystyle S} и {\displaystyle K} асимптотически нормальны, следовательно, их квадраты при нормировке дадут две случайные величины, распределённые как {\displaystyle \chi _{1}^{2}}. Чем ближе распределение ошибок к нормальному, тем меньше статистика Харке—Бера отличается от нуля. При достаточно большом значении статистики p-value будет мало, и тогда будет основание отвергнуть нулевую гипотезу (статистика попала в «хвост» распределения).

## Свойства теста
Тест Харке—Бера является асимптотическим тестом, то есть применим к большим выборкам. Если ошибки распределены нормально, то в соответствии с теоремой Гаусса—Маркова оценки метода наименьших квадратов будут лучшими (иметь наименьшую дисперсию в классе линейных несмещённых оценок), и коэффициенты регрессии будут также распределены асимптотически нормально.